# Береговская городская община
Береговская городская общи́на (укр. Берегівська міська громада) — территориальная община в Береговском районе Закарпатской области Украины.
Административный центр — город Берегово.
Население составляет 44 381 человек. Площадь — 259 км².

## Населённые пункты
В состав общины входит 1 город (Берегово) и 17 сёл:
- Затишное
- Бадалово
- Бене
- Боржава
- Вары
- Великая Бакта
- Галабор
- Гать
- Чикош-Горонда
- Геча
- Кидёш
- Мужиево
- Оросиево
- Четфалва
- Чома
- Яноши
- Балажер